# 소년대
소년대(少年隊, Shonen-tai)은 일본의 3인조 남성 아이돌 그룹이다. 2019년 기준으로, 과거 자니즈 사무소 소속의 아이돌 그룹 중에서 가장 활동력의 긴 그룹이다(2019년 현재 : 결성 38년, 데뷔 34년). 현재는 STARTO ENTERTAINMENT 소속.

## 구성원
- 니시키오리 카즈키요 (錦織一清, 1965년 5월 22일생) - 리더, 최연장자
- 우에쿠사 가츠히데 (植草克秀, 1966년 7월 24일생)
- 히가시야마 노리유키 (東山紀之, 1966년 9월 30일생)

## 개요
「소년대」는 원래는 그들 3명을 포함해도 당시 아직 20~30명 밖에 없었던 자니즈 Jr.에 대한 총칭이었다. 그러나 1981년 10월 6일부터 TV 도쿄로 시작된 「더 영 베스트 텐」이라고 하는 프로그램의 스타트에 맞추어 니시키오리 · 우에쿠사 · 마츠바라의 3명으로 결성된 그룹 「B팀」이, 후에 「쟈니즈 소년대」(후술)이 되었다. 다음 1982년, 마츠바라로부터 히가시야마에 멤버가 서로 들어갈 수 있어, 현재의 멤버가 되었다.
그룹 결성 당초는 타하라 토시히코, 콘도 마사히코의 백 댄서로서 가요 프로그램이나 콘서트에 출연하고 있었다. 또, 1982년 6월에는 레코드 데뷔전인 것에도 불구하고, 당시 가요 프로그램의 수컷으로서 알려져 있던 후지 TV 「밤의 히트 스튜디오」에도 단독 유닛으로서 첫 출연 했다. 이후, 밤히트에는 1985년 9월의 「석세스 스트리트」까지, 레코드 데뷔까지의 사이에 이미 10회 전후 단독의 아티스트로서의 출연 실적이 있었다. 또, 1982년 11월에는 「하와이 음악제」로 금상을 수상했다.
1984년 4월 2일, 우체국 저금 홀에서 단독 퍼스트·콘서트를 실시해, 1일 5회 공연을 행했다.동년 5월, 비디오 「소년대」를 발매했다.그 후, 동비디오 수록곡 「당신에게 지금, Good-by」로, 가요 프로그램에 다수 출연했다.그 후, 텔레비전·콘서트 활동등을 거치고, 1985년 12월 12일, 「가면 무도회」에서 레코드 데뷔.데뷔시의 캐치프레이즈는 「일본발, 세계행」.
1986년, 소년대 주연 뮤지컬 PLAYZONE 개막. 제37회 NHK 홍백가합전에 출장(8년 연속 출연).
1987년, 「브로마이드」 연간 매상 성적이 제1위가 되었다.
1994년, 제31회 골든 애로상 연극상 그랑프리 수상.
1999년, 소년대 첫 간판 프로그램 소년대 꿈 스타트.
2004년, 쟈니즈 빅 써프라이즈 카운트다운 라이브 출연. 소년대로서 첫 출연.
2005년, 콘도 마사히코 25주년 기념 디너 쇼, 게스트로서 출연.
2007년, PLAYZONE(22년째)의 여름에 통산 상연 회수 900회를 맞이했다.또, 2007년 공연의 「PLAYZONE2007 Change2Chance」는 공연자였던 아카사카 아키라가 각성제로 현행범 체포된 일에 의해, DVD화가 급거 중지가 되어 버렸다.
2008년, 23년간 계속 된 소년대 주연 뮤지컬 PLAYZONE 폐막. 다음 해부터는 쟈니즈의 후배가 주연.

## 음반

### 싱글
- 仮面舞踏会/日本よいとこ摩訶不思議/春風にイイネ!/ONE STEP BEYOND - 1985.12.12
- デカメロン伝説/ペパーミント夢物語 - 1986.03.24
- ダイヤモンド・アイズ/レイニー・エクスプレス - 1986.07.07
- バラードのように眠れ/魔法のウインク - 1986.11.28
- STRIPE BLUE/雨のスタジアム - 1987.03.03
- 君だけに/ミッドナイト・ロンリー・ビーチサイド・バンド - 1987.06.24
- ABC/自然にKissして - 1987.11.11
- LADY/ふたりだけのムーンライト - 1987.11.30
- SILENT DANCER/KISS THE SUN - 1988.03.05
- ふたり/MY GIRL - 1988.03.23
- What's your name?/いけない恋人 - 1988.07.08
- じれったいね/愛の手紙 - 1988.11.10
- 続・じれったいね (해외판) - 1988.12.10
- まいったネ今夜/Sea and island - 1989.06.19
- 封印 LOVE/HEAVEN - 1990.04.10
- FUNKY FLUSHIN'/BOMBER - 1990.07.07
- 砂の男/Knock my Soul - 1990012012
- You're My Life -美しい人へ-/君だけに - 1993.04.29
- WINDOW - 1993.7
- EXCUSE/Especially Day - 1993.11.19
- Oh!!/PGF - 1995.12.01
- 湾岸スキーヤー - 1998.01.28
- 愛と沈黙/NIGHT WING - 1998.08.26
- 情熱の一夜/Goodbye & Hello - 1999.06.23
- ロマンチックタイム - 2000.02.02
- 君がいた頃/SMILE AND SORROW - 2001.02.21
- 想 SOH/自分で選んだ明日をゆく - 2006.07.09

### 앨범
- BACK STAGE PASS - 1986.03.08 (카세트)
- 翔 SHONENTAI - 1986.09.01
- ミュージカル プレゾン"ミステリー"抜粋 - 1986.10.30 (카세트)
- Duet - 1986.11.28
- WONDERLAND - 1986.12.21 (미니 앨범)
- PRIVATE LIFE ―Light&Shadow― - 1987.04.28
- TIME・19 - 1987.07.01
- マジカル童謡ツアー - 1987.09.25
- ミュージカル「TIME・19」抜粋 - 1987.10.28
- PARTY - 1987.12.14 (미니 앨범)
- BEST OF 少年隊 (EP) - 1988.02.20
- BEST OF 少年隊 - 1988.03.10
- 少年隊ミュージカルPLAYZONE'88 カプリッチョ ―天使と悪魔の狂想曲― - 1988.06.10
- 少年隊ミュージカルPLAYZONE'89 Again - 1989.09.21
- 少年隊ミュージカルPLAYZONE'90 MASK - 1990.06.30
- Heart to Heaat 5years少年隊…そして1991 - 1990.12.23
- 愛は続けることに意味がある - 1993.12.01
- 少年隊ミュージカルPLAYZONE'94 MOON - 1994.06.17
- 少年隊ミュージカルPLAYZONE'96 RHYTHM - 1996.07.10
- 少年隊ミュージカルPLAYZONE'97 RHYTHM2 - 1997.07.21
- 少年隊ミュージカルPLAYZONE'98 5nights - 1998.08.05
- prism - 1999.01.27
- 少年隊ミュージカルPLAYZONE'99 Good bye & Hello - 1999.07.07
- 少年隊ミュージカルPLAYZONE2000 THEME PARK - 2000.08.02
- 少年隊ミュージカルPLAYZONE2001 新世紀 EMOTION - 2001.08.01
- 少年隊ミュージカルPLAYZONE2002 愛史 - 2002.07.31
- 少年隊ミュージカルPLAYZONE2003 Vacation - 2003.08.06
- 少年隊ミュージカルPLAYZONE2005 〜20th Anniversary〜 Twenty Years…そしてまだ見ぬ未来へ - 2005.08.10
- 少年隊ミュージカルPLAYZONE2006 Change - 2006.07.26
- 少年隊ミュージカルPLAYZONE2007 Change2Chance-第1幕- - 2007.09.05

### VHS
- 少年隊 - 1984.05.21
- 少年隊 in TSUKUBA EXPO '85 - 1985
- LAらLAらLAら - 1986.07.07）
- PLAYZONE　ミュージカル"MYSTERY" - 1986.09.05
- 武道館LIVE - 1987.02.25
- PRIVATE LIFE - 1987.04.28
- PLAYZONE'87 TIME-19 THE PREVIEW - 1987.07.17
- PLAYZONE'87 TIME-19 - 1987.09.07
- SILENT DANCER - 1988.04.02
- PLAYZONE'88 カプリッチョ ―天使と悪魔の狂想曲― - 1988.08.21
- じれったいね／続・じれったいね (해외판) - 1988.12.27
- PLAYZONE'89 Again - 1989.09.21
- SHONENTAI DINNER SHOW - 1990.03.25
- SPRING TOUR 90 - 1990.08.08
- PLAYZONE'90 MASK - 1990.09.12
- PLAYZONE'91 SHOCK - 1991.09.26
- SPRING TOUR 92 - 1992.07.10
- PLAYZONE'92 さらばDiary - 1992.10.07
- 少年隊 DINNER SHOW 愛と勇気 - 1993.04.27
- PLAYZONE'93 WINDOW - 1993.10.06
- PLAYZONE'94 MOON - 1994.10.07
- PLAYZONE'95 KING&JOKER - 1995.10.04
- 少年隊10th ANNIVERSARY LIVE 1995〜1996 - 1996.05.06
- PLAYZONE'96 RHYTHM - 1996.10.02
- PLAYZONE'97 RHYTHM II - 1997.10.22
- 1998.1.16,17 TOKYO TAKARAZUKATHEATER - 1998.04.29
- PLAYZONE'98 5nights - 1998.10.28
- PLAYZONE1999 Goodbye&Hello - 1999.10.20
- PLAYZONE2000 "THEME PARK" - 2000.10.25
- PLAYZONE2001 "新世紀"EMOTION - 2001.10.24
- SHONENTAI SELECTSONGS - 2001.12.21 (한정 발매)
- PLAYZONE2002 愛史 - 2002.10.23
- PLAYZONE2003 Vacation - 2003.10.22
- PLAYZONE2005 〜20th Anniversary〜 Twenty Years…そしてまだ見ぬ未来へ - 2005.10.29
- PLAYZONE2006 Change - 2006.10.24

### DVD
- PLAYZONE2001　"新世紀"EMOTION - 2001.10.24
- SHONENTAI SELECTSONGS - 2001.12.21
- PLAYZONE2002 愛史 - 2002.10.23
- PLAYZONE2003 Vacation - 2003.10.22
- PLAYZONE2005 〜20th Anniversary〜 Twenty Years…そしてまだ見ぬ未来へ - 2005
- PLAYZONE2006 Change - 2006
- PLAYZONE FINAL 1986-2008〜SHOW TIME Hit Series〜 Change - 2009.03.04

## 수상
- 1986년 제28회 일본 레코드 대상 최우수신인상 「仮面舞踏会」
- 1986년 FNS 가요제 최우수신인상 「仮面舞踏会」